# Diocesi di Rio Grande
La diocesi di Rio Grande (in latino Dioecesis Rivograndensis) è una sede della Chiesa cattolica in Brasile suffraganea dell'arcidiocesi di Pelotas. Nel 2022 contava 225.000 battezzati su 320.000 abitanti. È retta dal vescovo Jorge Pierozan.

## Territorio
La diocesi comprende 6 comuni lungo il litorale centro-meridionale dello Stato brasiliano del Rio Grande do Sul: Rio Grande, São José do Norte, Santa Vitória do Palmar, Mostardas, Chuí e Tavares.
Sede vescovile è la città di Rio Grande, dove si trova la cattedrale di San Pietro.
Il territorio si estende su una superficie di 12.270 km² ed è suddiviso in 16 parrocchie.

## Storia
La diocesi è stata eretta il 27 maggio 1971 con la bolla Cum Christus di papa Paolo VI, ricavandone il territorio dalla diocesi di Pelotas (oggi arcidiocesi).
Originariamente suffraganea dell'arcidiocesi di Porto Alegre, il 13 aprile 2011 è entrata a far parte della provincia ecclesiastica di Pelotas.

## Cronotassi dei vescovi
Si omettono i periodi di sede vacante non superiori ai 2 anni o non storicamente accertati.
- Frederico Didonet † (14 luglio 1971 - 8 agosto 1986 ritirato)
- José Mário Stroeher (8 agosto 1986 - 17 febbraio 2016 ritirato)
- Ricardo Hoepers (17 febbraio 2016 - 24 maggio 2023 nominato vescovo ausiliare di Brasilia[1])
- Jorge Pierozan, dal 22 giugno 2024

## Statistiche
La diocesi nel 2022 su una popolazione di 320.000 persone contava 225.000 battezzati, corrispondenti al 70,3% del totale.
| anno | popolazione | popolazione | popolazione | presbiteri | presbiteri | presbiteri | presbiteri                | diaconi | religiosi | religiosi | parrocchie |
| anno | battezzati  | totale      | %           | numero     | secolari   | regolari   | battezzati per presbitero | diaconi | uomini    | donne     | parrocchie |
| ---- | ----------- | ----------- | ----------- | ---------- | ---------- | ---------- | ------------------------- | ------- | --------- | --------- | ---------- |
| 1976 | 150.000     | 221.000     | 67,9        | 24         | 12         | 12         | 6.250                     | 1       | 17        | 136       | 15         |
| 1980 | 164.000     | 208.000     | 78,8        | 25         | 12         | 13         | 6.560                     | 1       | 18        | 132       | 15         |
| 1990 | 287.000     | 356.000     | 80,6        | 28         | 14         | 14         | 10.250                    | 2       | 23        | 97        | 16         |
| 1999 | 290.000     | 393.000     | 73,8        | 21         | 8          | 13         | 13.809                    | 2       | 19        | 87        | 15         |
| 2000 | 294.000     | 398.000     | 73,9        | 25         | 12         | 13         | 11.760                    | 2       | 19        | 87        | 15         |
| 2001 | 149.000     | 229.448     | 64,9        | 28         | 13         | 15         | 5.321                     | 1       | 20        | 85        | 15         |
| 2002 | 149.000     | 229.448     | 64,9        | 26         | 13         | 13         | 5.730                     | 1       | 19        | 85        | 15         |
| 2003 | 172.778     | 265.811     | 65,0        | 25         | 11         | 14         | 6.911                     | 1       | 20        | 81        | 15         |
| 2004 | 172.778     | 265.811     | 65,0        | 27         | 12         | 15         | 6.399                     | 1       | 22        | 79        | 15         |
| 2010 | 200.000     | 286.000     | 69,9        | 33         | 18         | 15         | 6.060                     | 6       | 22        | 69        | 15         |
| 2014 | 211.000     | 300.000     | 70,3        | 29         | 15         | 14         | 7.275                     | 11      | 20        | 52        | 15         |
| 2017 | 216.655     | 307.630     | 70,4        | 26         | 14         | 12         | 8.332                     | 11      | 20        | 42        | 15         |
| 2020 | 221.700     | 314.850     | 70,4        | 25         | 16         | 9          | 8.868                     | 10      | 14        | 38        | 16         |
| 2022 | 225.000     | 320.000     | 70,3        | 24         | 15         | 9          | 9.375                     | 10      | 18        | 25        | 16         |